# Antoine Destutt de Tracy
Pour les articles homonymes, voir Tracy.
Antoine Destutt de Tracy, né le 20 juillet 1754 à Paris, où il est mort le 9 mars 1836, est un militaire, politologue et philosophe français, fondateur de la Société des idéologues.

## Biographie
Issu de la famille noble originaire d'Écosse, de Stutt, établie en France au début du xve siècle, il est le fils de Claude-Louis-Charles Destutt, marquis de Tracy, militaire de carrière mort, en 1766, des suites de blessures reçues à la bataille de Minden. Éduqué, dès lors, par sa mère, celle-ci s’est installée à Paris afin de lui procurer un gouverneur avec qui il a fait des études classiques soignées. Il a ensuite intégré l’école d’artillerie de l’université de Strasbourg, où il s’est perfectionné en équitation, escrime, natation, tir. Il a même inventé une contredanse qui porte son nom, « la Tracy ».
Après avoir achevé son éducation, il est entré chez les mousquetaires de la maison du roi, et a été pourvu d’une compagnie dans le régiment Dauphin-cavalerie. Il est devenu colonel en second du régiment royal-cavalerie, en 1776, à l’âge de vingt-deux ans, la même année il est initié en franc-maçonnerie, dans la loge La Candeur, du Grand Orient de France. Passionné par les idées nouvelles, il est allé rendre visite, à Ferney, à Voltaire, qui lui a fait bon accueil.
Devenu en 1776, à la mort de son grand-père, comte de Tracy en Nivernais, seigneur de Paray-le-Frésil en Bourbonnais, et possesseur d’une fortune considérable, il s’est marié, peu de temps après, avec Émilie-Louise de Durfort-Civrac, proche parente du duc de Penthièvre, qui lui a donné le commandement du régiment de son nom, au sein duquel il créa la loge maçonnique « Bellone de Penthièvre Infanterie », dont il fut le vénérable maître.

### Député à la Constituante
Âgé de trente-cinq ans au début de la Révolution, il a pris une part active aux opérations des états particuliers du Bourbonnais, en novembre 1788. Nommé, le 24 janvier 1789, par la noblesse de cette province réunie à Moulins, l’un de ses trois députés aux États généraux, il a été l’un des premiers de son ordre à se rallier, le 20 juin 1789, au Tiers état, après le serment du Jeu de paume, et à aller siéger à la Constituante, aux côtés du duc de La Rochefoucauld et de Lafayette, son ami pendant cinquante ans. Dans la nuit du 4 août, il a été parmi les premiers à se démettre volontairement de ses privilèges et de ses titres.
Le remplacement de l’Assemblée constituante par la Législative en septembre 1791, l’ayant rendu à la vie privée, il aurait voulu combattre à la tête du régiment de Penthièvre, dont il était colonel en 1789, mais le ministre de la Guerre Narbonne, son condisciple à l’université de Strasbourg, l’a nommé, malgré lui, maréchal-de-camp, le 6 février 1792, et mis à ses ordres toute la cavalerie de l'Armée du Nord, que commandait le général Lafayette. Après la journée du 10 août 1792, qui consacre la chute de la monarchie constitutionnelle, il refuse de suivre en exil Lafayette, qui lui accorde un congé illimité à la faveur duquel il regagne Paris.
Sa mère, sa femme, ses trois enfants ayant rejoint Auteuil, il est allé s’y installer avec eux, dans cette retraite, y retrouvant Nicolas de Condorcet, et d’autres amis chers. Il se lie avec Pierre Jean Georges Cabanis qui habite chez Catherine Helvétius. Revenu à la vie civile, il s’est consacré à l’étude, étudiant d’abord Georges-Louis Leclerc de Buffon, qui ne le convainc pas, et passe de l’histoire naturelle à la chimie avec Antoine Lavoisier et Antoine-François Fourcroy, qui convenaient mieux à son esprit rigoureux, et chez lesquels il a puisé sa méthode d’analyse. Il est ensuite passé à l’étude de John Locke et de Étienne Bonnot de Condillac, qui ont été ses inspirateurs directs de l’« idéologie », nom qu'il devait donner à la philosophie réduite à l’étude des idées de l’esprit humain, refusant le terme de « psychologie », renvoyant trop explicitement à la notion d'âme. Ce système philosophique vise avant tout à bâtir des connaissances, à fonder la formation sur le rationnel.

### Incarcération à l’Abbaye et aux Carmes
Pendant la Terreur, le 12 brumaire an II (2 novembre 1793), au matin, après une visite domiciliaire d'un détachement de l'armée révolutionnaire commandé par le général Charles-Philippe Ronsin, qui ne découvre que des notes de philosophie et de science, il est arrêté comme suspect et conduit à Paris et enfermé pendant six semaines au réfectoire de la prison de l'Abbaye, avec trois cents prisonniers. Il y a fait, néanmoins, la connaissance du haut-fonctionnaire Jean-Baptiste-Moïse Jollivet, futur fondateur du système hypothécaire, alors calculé sur le cadastre de la France. Transféré à la prison des Carmes, enfermé dans la même cellule que Jollivet, le travail les a aidés à supporter la captivité : après avoir lu tout Condillac, qui l'a mené à Locke, il est parti de la philosophie sensualiste pour conclure que tout s'accomplit à la suite des impressions produites sur les sens. La sensation est, dès lors, la source unique de toutes les fonctions de l'entendement, le principe de toutes les facultés, qui ne sont que des sensations transformées.
Tracy a pris conscience dans toute sa cohérence de la théorie qui devait servir de base à tous ses futurs écrits, le 5 thermidor, soit six jours avant le 11 thermidor, fixé pour son procès. À la chute de Robespierre, le 9 Thermidor, il a pu recouvrer la liberté et retourner à Auteuil, en octobre 1794, après onze mois d’incarcération, et y achever le système qu’il avait ébauché dans sa cellule des Carmes. La sensation y constitue l'élément unique de l'intelligence, la perception, la mémoire, le jugement, la volonté, n’étant autre chose que sentir des objets, sentir des souvenirs, sentir des rapports, sentir des désirs. Sa morale, quant à elle, dérive de la volonté, la liberté n’étant que le pouvoir de réaliser ses désirs, la vertu que la sagesse de les mesurer à ses moyens, le bonheur résulterait de l’usage de la liberté réglé par les discernements de la vertu.

### L’idéologue

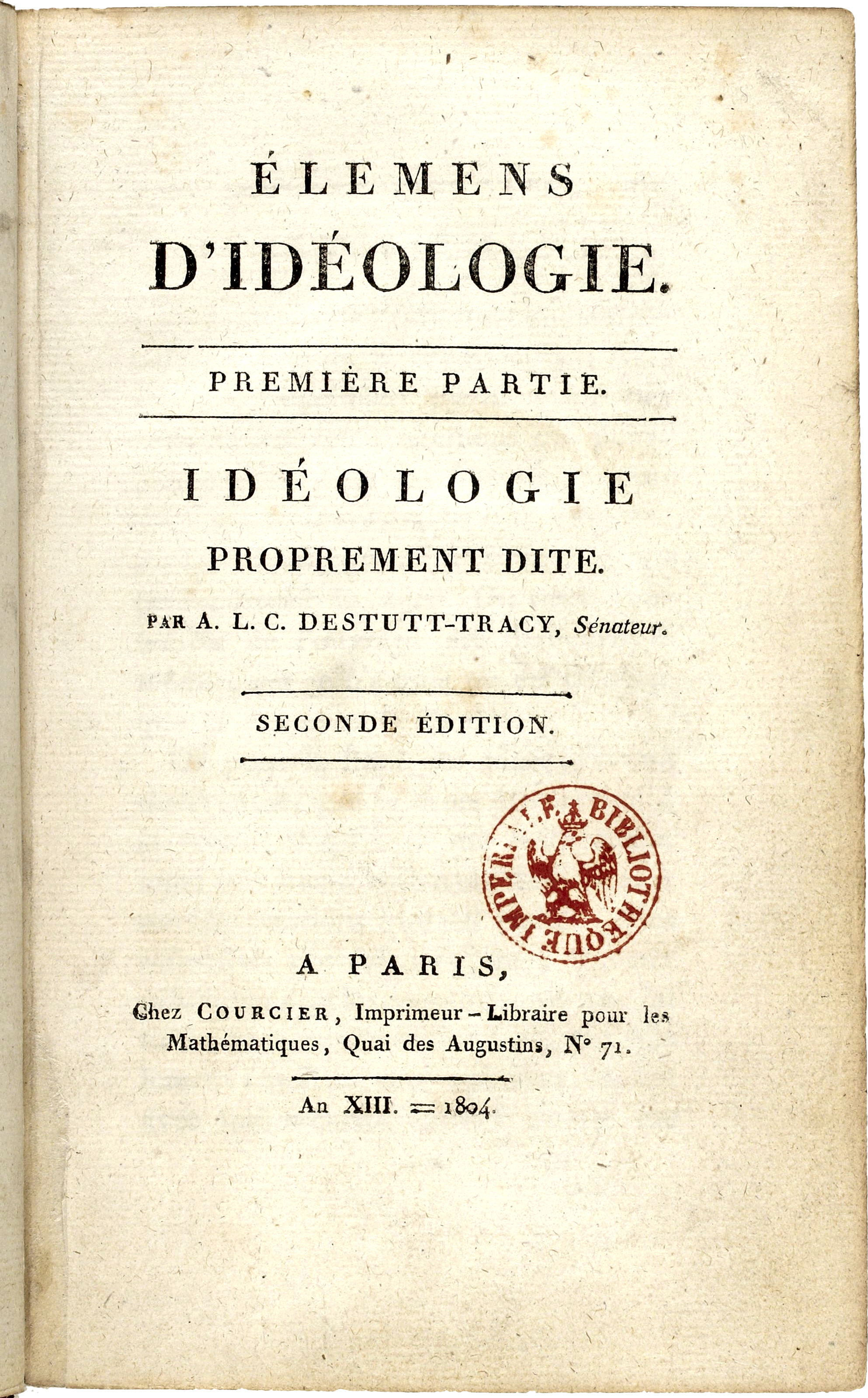
Page de titre de la Première partie des Élémens d’idéologie.

Ayant exposé sa doctrine à Cabanis, celui-ci l’a fait entrer, comme membre libre, à la section de l’analyse des idées, dans la classe des sciences morales et politiques de l’Institut national fondé en 1795 par la Convention. C’est au cours de la lecture de sept mémoires sur l’analyse de l’entendement humain, qu’il y a donnée, que le terme d’« idéologie », a été prononcé, pour la première fois. L’un d’entre eux, les Mémoires sur la faculté de penser, lu le 2 floréal an IV (21 avril 1796), définit rigoureusement le mot « idéologie », signifiant « science des idées ». Il a répondu à la question « Quels sont les moyens de fonder la morale chez un peuple ? » mise au concours par la classe des sciences morales et politiques de l'Institut, en l'an V, avec Quels sont les moyens de fonder la morale chez un peuple, qui a fait l'objet de trois livraisons dans le Mercure de France en date des 10, 20 et 30 ventôse an VI (20 mars 1798). Ces mémoires, imprimés dans le recueil de l’Académie, ont eu un très grand retentissement. C’est la seconde forme que Tracy a donnée à ses pensées, écrites d’abord dans des lettres confidentielles restées entre les mains de sa famille, et qui devaient recevoir un peu plus tard, dans des traités spéciaux, le caractère définitif de la théorie.
Au début de 1798, le général Caffarelli du Falga lui a proposé, au nom de Napoléon, de faire partie, avec son grade de maréchal-de-camp, de l’expédition d’Égypte. Après deux jours de réflexion, il a refusé de reprendre la carrière des armes. Élu membre et secrétaire du comité de l’instruction publique, il a participé à la réorganisation de l’enseignement national en France et publié, à cette occasion, des Observations sur le système actuel d'instruction publique, en 1800.
Après le coup d'État du 18 Brumaire, auquel ses amis de la Société d'Auteuil, dont l’abbé Sieyès était alors l’animateur, avaient considérablement contribué, il a été nommé l’un des trente premiers sénateurs. Chef des « idéologues » méprisés par Napoléon Ier, qui en a tout de même fait un comte d'Empire, le 26 avril 1808, il a soutenu avec fermeté ses opinions au sein du Sénat conservateur.
En 1801, il a publié, son célèbre traité d’Idéologie qui contenait sa doctrine sur les caractères, le nombre, les opérations des facultés de l’entendement, la nature des idées, la puissance des habitudes, la valeur et l’action des signes. Un an après, le 7 juin 1802, sa fille Émilie a épousé le fils du général Lafayette. Toujours établi à Auteuil, c’était l’un des membres les plus assidus et les plus remarqués de la société d’Auteuil, qui s’est illustrée par son opposition philosophique au pouvoir de Napoléon. Courroucé par l’indépendance intellectuelle de cette petite association, ce dernier, après avoir dédaigneusement traité ses derniers opposants d’« idéologues », a supprimé, en 1803, la classe des sciences morales et politiques dont presque tous faisaient partie, sans pour autant empêcher la société d’Auteuil de subsister et de continuer à penser librement. Rayé de l’Institut, mais membre inamovible du Sénat, Tracy a poursuivi le cours de ses travaux tout en continuant de voter selon ses idées.
En 1803, l’application de sa doctrine à l’expression des idées et à leur déduction, a donné lieu à une Grammaire générale et sa Logique (1805), dans lesquels il a montré la théorie philosophique du langage et développé les règles du raisonnement. Dans son Traité de la volonté, qui est en même temps un traité d’économie politique, il apprécie la valeur du travail, la théorie des monnaies, la nature et l’influence de l’impôt, et il expose rigoureusement toutes les vérités fondamentales de la science de la richesse. Ces livres, publiés coup sur coup, ont augmenté la réputation déjà avancée de leur auteur.

### Opposition à l'esclavage
Il s'engage contre le rétablissement de l'esclavage par Napoléon Bonaparte après son coup d'État de 1799, quand « la censure et la propagande officielle » du nouveau régime « imposent une idéologie massivement inégalitaire », à une opinion publique souvent hostile, selon les rapports de police, via de nombreux articles de presse, brochures et gros ouvrages souhaitant rejeter l'apport des Lumières, « ouvertement au profit de théories pseudoscientifiques visant à classer et hiérarchiser » les « races » humaines, « tout en proclamant hautement la vocation » des « êtres supérieurs » à « civiliser » les autres hommes, selon les analyses détaillées des publications de l'époque réunies par l'historien Yves Benot dans un livre de 1992.
Au même moment se manifeste la persistance de « pôles de résistance », à la censure, émanant d'anti-esclavagistes, pas seulement les plus connus comme l'abbé Henri Grégoire mais aussi d'autres libéraux plus modérés incluant aussi Amaury Duval, Pierre-Louis Ginguené, Jean-Baptiste Say, Joseph-Marie de Gérando et Dominique Dufour de Pradt,.

### LeCommentaire sur l'Esprit des lois de Montesquieu

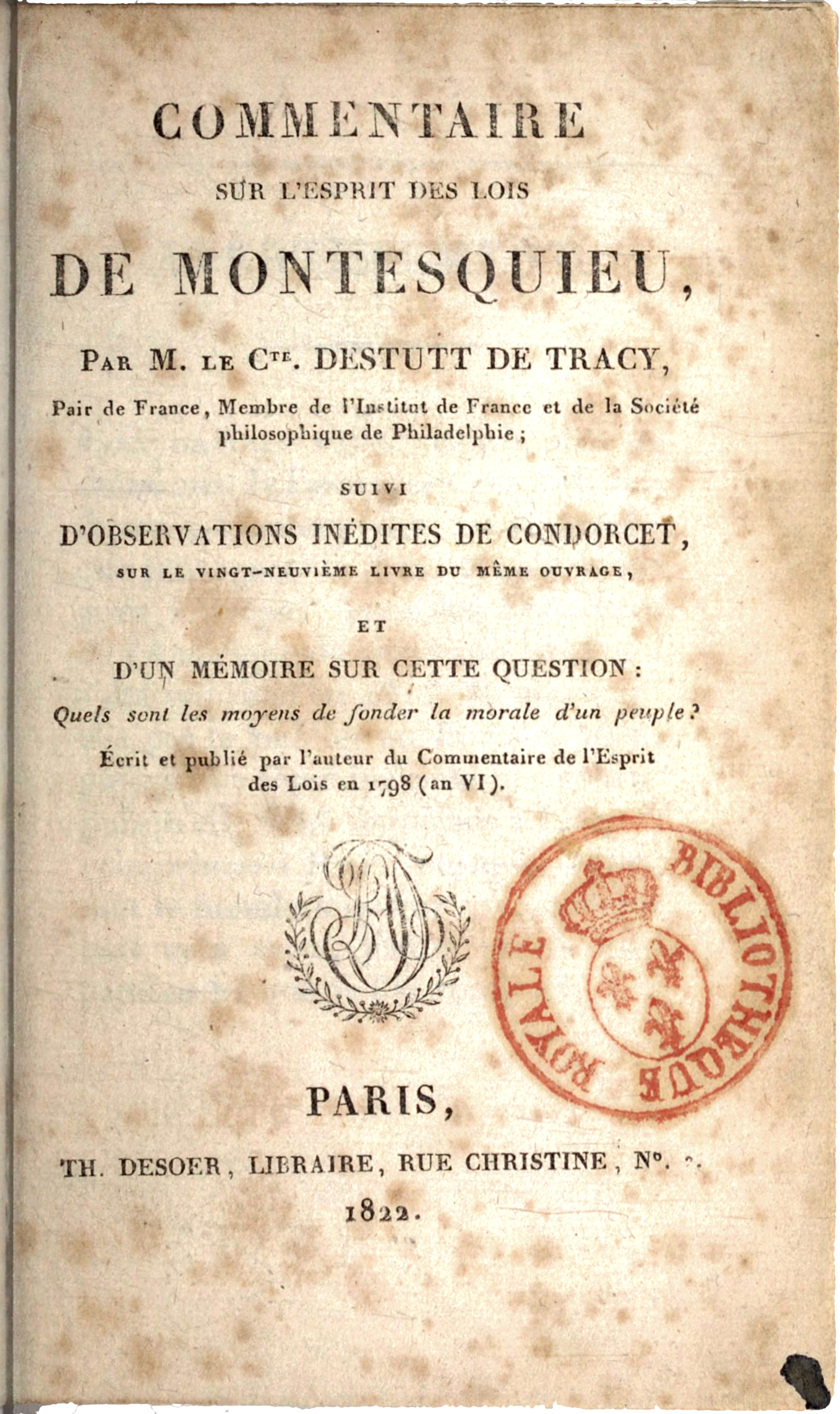
Commentaire sur l'Esprit des lois de Montesquieu.

En 1806, il a composé un dernier ouvrage, intitulé Commentaire sur l’Esprit des Lois de Montesquieu, qui contenait sa Politique, mais dont la publication ne pouvait avoir lieu, en raison du régime politique alors en place en France, car son objet réel était de défendre les thèses républicaines et démocratiques. S’appuyant sur la raison pure plus que sur l’expérience pratique, il relève les erreurs De l'esprit des lois de Montesquieu, attaquant notamment sa thèse selon laquelle la démocratie ne peut prospérer que dans de petits États, avant d’exposer son propre système fondé sur deux seuls ordres de gouvernement : les gouvernements généraux et les gouvernements spéciaux, les premiers ayant pour origine la volonté et, pour objet, l’intérêt de tous, tandis que les seconds se fondent sur des intérêts particuliers. Le gouvernement parfait est celui de la représentation pure sous un ou plusieurs chefs, né de la volonté générale et fondé sur elle, ayant pour principe la raison, pour moyen la liberté, pour effet le bonheur. Les dirigeants de l’État sont les serviteurs des lois, ces dernières sont les conséquences des besoins naturels, et les peines, de simples empêchements du mal à venir. Dans cette théorie, les divers pouvoirs sont séparés, les fonctionnaires sont élus. Le pouvoir législatif appartient à un nombreux groupe de représentants divisés en sections, et renouvelés par parties. Le pouvoir exécutif est détenu par quelques hommes d’État qui ne l’exercent que temporairement. Placée au-dessus de ces deux corps, une troisième autorité, composée de personnes muries par l’âge et par l’expérience, est chargée de les contrôler.
Tracy l'ayant envoyé, au cours de l’été 1809, à Thomas Jefferson, qui venait de quitter la présidence des États-Unis, celui-ci l’a lui-même traduit en anglais, et publié à Philadelphie, en 1811 avec une préface,, et fait enseigner au collège de William et Mary, où il avait fait ses études de 1760 à 1762. En 1815, lors de son retour aux États-Unis, pendant les Cent-Jours, Dupont de Nemours, qui était secrétaire du gouvernement provisoire de 1814, a découvert la version anglaise du Commentaire et l’a rapportée en France. Convaincu que l’ouvrage sortait de la plume de Jefferson, il est allé montrer sa découverte à Tracy et lui en recommander la lecture. Sur la réponse de Tracy que l’affaiblissement de sa vue ne le lui permettait pas, Dupont de Nemours ne s’était pas découragé, et en avait commencé la traduction en français. À cette annonce, Tracy n’a pas cru devoir garder plus longtemps son secret. Il s’est levé, a ouvert un tiroir pour y prendre le manuscrit du Commentaire, qu’il a présenté à Dupont de Nemours qui, d’abord un peu surpris, a ensuite beaucoup ri de sa méprise. Décidé, par cet incident, à publier cet ouvrage, qui était son dernier en date mais, après la Grammaire, la Logique, l’Économie politique et la Législation, il avait le dessein de l’étendre aux sentiments par un traité de morale, aux propriétés des corps ou à la physique, à celles de l’étendue ou à la géométrie, à celles de la quantité ou au calcul mais, en 1808, appelé, après la mort de son ami Cabanis, à le remplacer au fauteuil 40 de l’Académie française, il s’est borné, à partir de cette époque jusqu’à sa mort, au strict accomplissement de ses devoirs.

### Pair de France
En 1814, la chute de Napoléon a été, pour lui, comme le signal du retour à la liberté et, en votant sa déchéance, il s’est cru revenu aux idées de l’ancienne Constituante jusqu’à ce qu’une ordonnance de Louis XVIII lui rende le titre de comte, auquel il avait renoncé, et qu’il soit nommé membre de la Chambre des pairs, où il s’est élevé contre les débordements de la réaction de 1815. Il a refusé de prendre part aux procès politiques, et repoussé toutes les lois contraires à l’esprit et aux acquis de la révolution. Il a suivi le progrès des sciences naturelles avec plus d’intérêt que le mouvement de la philosophie, alors engagé dans d’autres voies que les siennes. Kant, dont il avait entrepris la réfutation, avec sa théorie de la connaissance, et le sens commun de Thomas Reid avaient mis sa philosophie à mal, tandis que triomphait la morale spiritualiste qui devait donner naissance à l’éclectisme de Victor Cousin.
Rendu, en 1832, à l’Académie des sciences morales et politiques, qu’il avait autrefois illustrée, il n’est venu qu’à une seule de ses séances. Sa fermeté intellectuelle l’a fait appeler « Têtu de Tracy », ce dont il disait que c’était un excellent nom. Sa seule distraction, dans ses dernières années, était de se faire lire et relire Voltaire qu’il appelait « le héros de la raison humaine », car il était devenu presque aveugle. Atteint de la cataracte, il est allé, après un an de complète cécité, se faire opérer par l’oculiste Michel Jean Baptiste Bon de Wenzel. Cette opération ne lui avait pas entièrement rendu la vue, mais on a pu le voir, vêtu de noir, en bas de soie, le visage surmonté d’un vaste abat-jour vert, une longue canne à la main, s’engager, à l’âge de soixante-seize ans, au milieu des barricades de 1830.
À sa mort, il a été inhumé au cimetière du Père-Lachaise (division 10), à Paris,. Ayant reçu la Légion d'honneur, le 9 vendémiaire an XII, il avait été élevé au grade de commandeur, le 25 prairial an XII. Son fils Victor Destutt de Tracy a été parlementaire sous la monarchie de Juillet et ministre de la Marine.

### Héritage intellectuel
Idéologue moderne voulant révolutionner les sciences sociales en fournissant les Éléments d'idéologie comme livre de base aux nouveaux établissements scolaires, il a été très célèbre en son temps. Héritier et continuateur des Lumières, en politique et en philosophie, l’arrivée en politique de Napoléon a détruit tous les projets idéologues en supprimant le comité d’instruction publique et les écoles centrales, bastion de la pédagogie idéologiste, tandis que des ouvrages aussi étrangers aux Lumières que le Génie du christianisme ouvrent la voie à la litanie de ceux qui voudront accuser les Lumières des causes et des excès de la Révolution. Dans le sillage d’Adam Smith, il a durement critiqué l’exaltation de l’agriculture défendue par les physiocrates et entrevu les possibles écueils de la concurrence et du libre-échange. Sa pensée atteste également de l’existence d’une pensée malthusienne optimiste en France au début du XIXe siècle. Son œuvre a eu une influence réelle sur les philosophes et économistes du XIXe siècle, notamment le philosophe écossais Thomas Brown, Thomas Jefferson, John Stuart Mill, Herbert Spencer, Taine et Théodule Ribot, mais aussi sur Stendhal, l’historien Augustin Thierry, les économistes Charles Comte et Charles Dunoyer, et jusqu’à Karl Marx qui a repris à son compte le terme d’« idéologie ».
Philosophe presque oublié pendant près de deux siècles, on recommence à lire et apprécier les théories de ce penseur qui a joué un rôle considérable dans la formation d’une ou deux générations, voire à envisager de replacer ses idées dans les études modernes. Ses idées économiques ont été fort négligées alors que son Traité d’économie politique a été publié aux États-Unis, en Italie et en Espagne et a influencé les Carbonari et les Décembristes.

## Publications
- M. de Tracy à M. Burke, Paris, Imprimerie nationale, lire en ligne sur Gallica.
- Observations sur le système actuel d'instruction publique, Paris, Veuve Panckoucke, an IX, lire en ligne sur Gallica.
- Projet d'éléments d'idéologie à l'usage des écoles centrales de la République française, Paris, Pierre Didot l'aîné, Firmin Didot et Debray, an IX, lire en ligne sur Gallica.
- Analyse de l’origine de tous les cultes, par le citoyen Dupuis, et de l'abrégé qu'il a donné de cet ouvrage, 1799 ; 1804, lire en ligne sur Gallica.
- Élémens d'idéologie, Première partie, Idéologie proprement dite, chez Courcier libraire-éditeur, Paris, an XIII, 1804, lire en ligne sur Gallica.
- Élémens d'idéologie, Seconde partie, Grammaire, chez Courcier libraire-éditeur, Paris, an XI, 1803, lire en ligne sur Gallica
- Élémens d'idéologie, Troisième partie, Logique, chez Courcier libraire-éditeur, Paris, an XIII, 1805, lire en ligne sur Gallica.
- Élémens d'idéologie, IVe et Ve parties, Traité de la volonté et de ses effets, chez Courcier libraire-éditeur, Paris, 1815, lire en ligne sur Gallica.
- Principes logiques, ou Recueil de faits relatifs à l'intelligence humaine (1817) lire en ligne sur Gallica.
- Commentaire sur l'Esprit des lois de Montesquieu, par M. le Cte Destutt de Tracy, suivi d'observations inédites de Condorcet sur le 29e livre du même ouvrage, et d'un mémoire sur cette question : quels sont les moyens de fonder la morale d'un peuple, écrit et publié par l'auteur du commentaire de l'Esprit des lois en 1798 (1819) lire en ligne sur Gallica, Réédition : Paris, Fayard, 1994.
- Traité d'économie politique, Paris, Bouguet et Lévi, 1823 lire en ligne sur Gallica
- Mémoire sur la faculté de penser (1798) ; De la métaphysique de Kant et autres textes, Paris, Fayard, « Corpus des œuvres de philosophie en langue française », 1992, 306 p.
- Lettres à Joseph Rey : 1804-1814, Genève ; Paris, Droz, Champion, 2003.
- De l'amour. Publié pour la première fois en français avec une introduction sur Stendhal et Destutt de Tracy, par Gilbert Chinard (1926). Réédition : Paris, Joseph Vrin, 2006
- Œuvres complètes tome 1, présentées par Claude Jolly : Premiers écrits - Sur l'éducation et l'instruction publique, Paris, Librairie philosophique Joseph Vrin, 2011  (ISBN 978-2-7116-2133-0)
- Œuvres complètes tome 3, Éléments d’idéologie : Idéologie proprement dite, Paris, Librairie philosophique Joseph Vrin, 2012  (ISBN 978-2-7116-2135-4)
- Œuvres complètes tome 4, Éléments d’idéologie : Grammaire, Paris, Librairie philosophique Joseph Vrin, 2013  (ISBN 978-2-7116-2136-1)
- Œuvres complètes tome 5, Éléments d’idéologie : Logique, Paris, Librairie philosophique Joseph Vrin, 2014  (ISBN 978-2-7116-2137-8)
- Œuvres complètes tome 6, Éléments d’idéologie : Traité de la volonté et de ses effets, Paris, Librairie philosophique Joseph Vrin, 2015  (ISBN 978-2-7116-2138-5)
- Œuvres complètes tome 7, Commentaire sur l’Esprit des lois de Montesquieu, Paris, Librairie philosophique Joseph Vrin, 2016  (ISBN 978-2-7116-2139-2)